# Корат (порода кошек)
Кора́т — порода домашней кошки родом из Таиланда, одна из древнейших пород кошек. Размерами и окрасом напоминает русскую голубую кошку, но мех кошек породы Корат скорее одинарный, чем двойной. У их глаз — не изумрудно-зелёный, а оливково-зелёный цвет. Для кошек данной породы одновременно характерны требовательный и настойчивый характер и большие выразительные глаза, придающие морде невинное выражение. Впрочем, зелёными глаза становятся только на 2—4-м годах жизни.
В Европе и Америке на самом деле ценятся только те представители породы Корат, которых вывезли из одноимённой провинции Таиланда. Но отличить их от голубых короткошёрстных бурманских или голубовато-серебристых восточных короткошёрстных смогут только специалисты.

## История породы

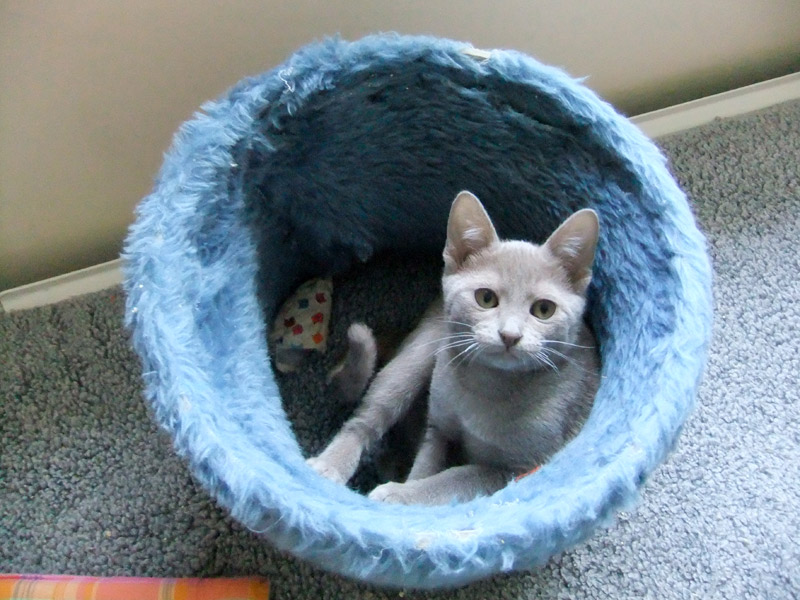
Котёнок

Упоминание голубых кошек си-ват (Ши Сават (Si Sawat) — в дословном переводе "несущие удачу, счастье"), живущих на высокогорном плато Корат у северо-восточной границы Таиланда, присутствовало ещё в древней «Кошачьей книге стихов» (1350—1767 г.). Первое появление породы в Европе датируется 1896 годом, когда кошки породы Корат были представлены на выставке Национального кошачьего клуба в Англии. Правда, в качестве голубых сиамских кошек, стандарту которых они не соответствовали и потому были дисквалифицированы. В Великобританию кошки породы Корат вернулись снова только в 1972 году.
Современные кораты были завезены в США в 1959 году. Официальное признание порода получила в 1966 году, первой признавшей кошек породы Корат федерацией стала ACA, чуть позже порода были признана федерацией CFA.
Международная фелинологическая федерация (WCF) признала кошек породы Корат лишь в 1982 году.

## Стандарт породы по системе WCF
1. Стандарт породы по системе WCF:
  1. Тело: средней величины, мускулистое, гибкое, производит впечатление силы, но не массивности (массивность нежелательна). Спина выпуклая. Ноги пропорциональны туловищу, средней длины, мускулистые, лапы овальные. Хвост средней длины, толстый у основания, сужается к закруглённому кончику.
  2. Голова: напоминает форму сердца, широко поставлены глаза. Выпуклая надбровная часть придает верхней линии морды форму сердца, а мягкие линии по обеим сторонам морды до подбородка образуют нижнюю часть «сердца». Без пинча. Нос пропорционален в профиль, с лёгкой впадинкой между лбом и носом. Спинка носа слегка выпуклая над мочкой носа (как у льва). Подбородок и щёки хорошо развиты. Важны хорошие пропорции профиля: ни слишком широкий, ни слишком заострённый подбородок не должен быть слабым.
  3. Уши: большие, кончики слегка закруглены, у основания широкие, высоко поставлены, внутренняя сторона мало покрыта шерстью, внешняя сторона покрыта густой шерстью.
  4. Глаза: круглые, широко открытые. Кажутся очень большими по сравнению с мордой. Предпочтителен блестящий зелёный цвет, янтарный допускается.
  5. Шерсть: негустая, короткая или средней длины, блестящая и тонкая, плотно прилегающая.
  6. Окрас: единственным окрасом, допускаемым стандартом, является голубой с серебристыми кончиками волос.
  7. Недостатки: любой другой цвет, кроме серебристо-голубого. Белые пятна или медальон[4].

## Характер
Характер у кошек породы Корат мягкий, уживчивый, они сильно привязываются к человеку и легко уживаются с собратьями, а также с собаками, если те не пытаются причинить им вред.
Кораты достаточно "разговорчивы": хотя им не свойственно громкое мяуканье, но они много мурлыкают и издают звуки, похожие на тихое тявканье, особенно при общении между собой.
Кораты не склонны к прыжкам и лазанью, скорее предпочитают держаться на полу. Не боятся воды и спокойно позволяют себя мыть.
Игривы, но осторожны. Им не свойственно активное изучение пространства. Кораты плохо переносят шум, суматоху, чрезмерную активность, резкую смену обстановки. Внезапный или продолжительный шум может их напугать до состояния стресса.
И кошки, и коты породы Корат сильно привязаны к котятам. Коты активно принимают участие в заботе о помёте. Кошки любящие, заботливые и аккуратные матери, очень легко принимают на воспитание и докорм чужих котят, причём как своей, так и любой другой породы.

## Здоровье
В редких случаях у кошек этой породы отмечаются нервно-мышечные нарушения.
У некоторых линий породы Корат, особенно при наличии инбридинга, встречаются такие наследственные заболевания, как ателостеогенез (наследственная дисплазия де ля Шапеля) типа 1 и типа 2, ганглиозидоз (GM1).